# Otice
Otice (Deutsch: Ottendorf) ist eine Gemeinde in Tschechien, es befindet sich etwa ein Kilometer südwestlich von Opava an der Hvozdnice und liegt in der Moravskoslezský kraj. Öffentliche Verkehrsmittel fahren nach Opava. 
Nach der Volkszählung 2004 lebten in Otice 1302 Einwohner, 2001 waren es nur 1282 Einwohner, somit ist die Bevölkerung um 20 Einwohner gestiegen. 

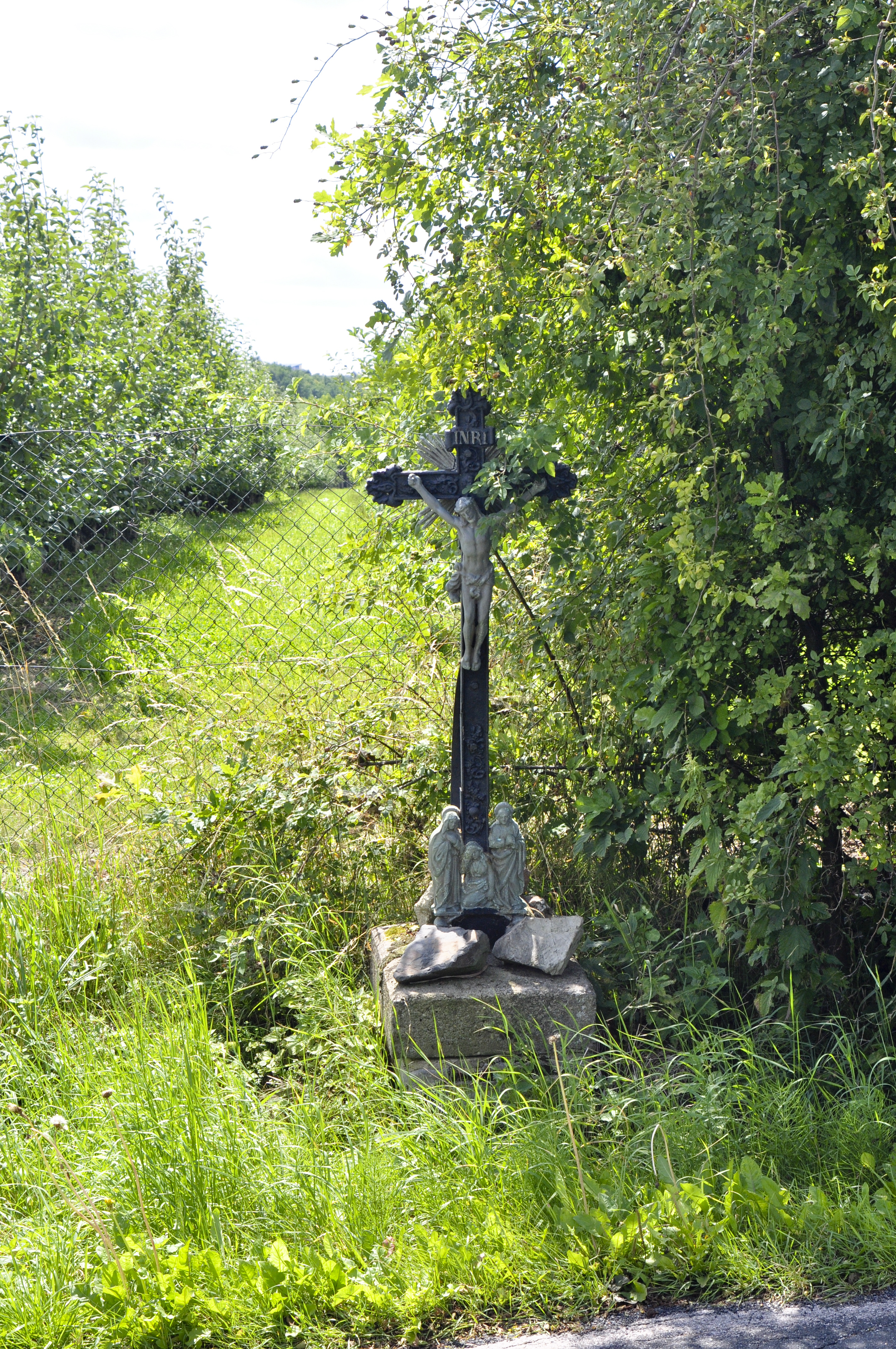
Ein Kreuz an der Straße

## Geschichte
Otice wurde im Jahr 1318 erstmals urkundlich erwähnt.

## Sehenswürdigkeiten
- Dreifaltigkeitskapelle in Rybníčky
- Kapelle St. Thaddäus
- Kapelle der Verkündigung

## Gemeindegliederung
Für die Gemeinde Otice sind keine Ortsteile ausgewiesen. Grundsiedlungseinheiten sind Otice (Ottendorf) und Rybníčky (Lichtenstein).